# 돈저냐

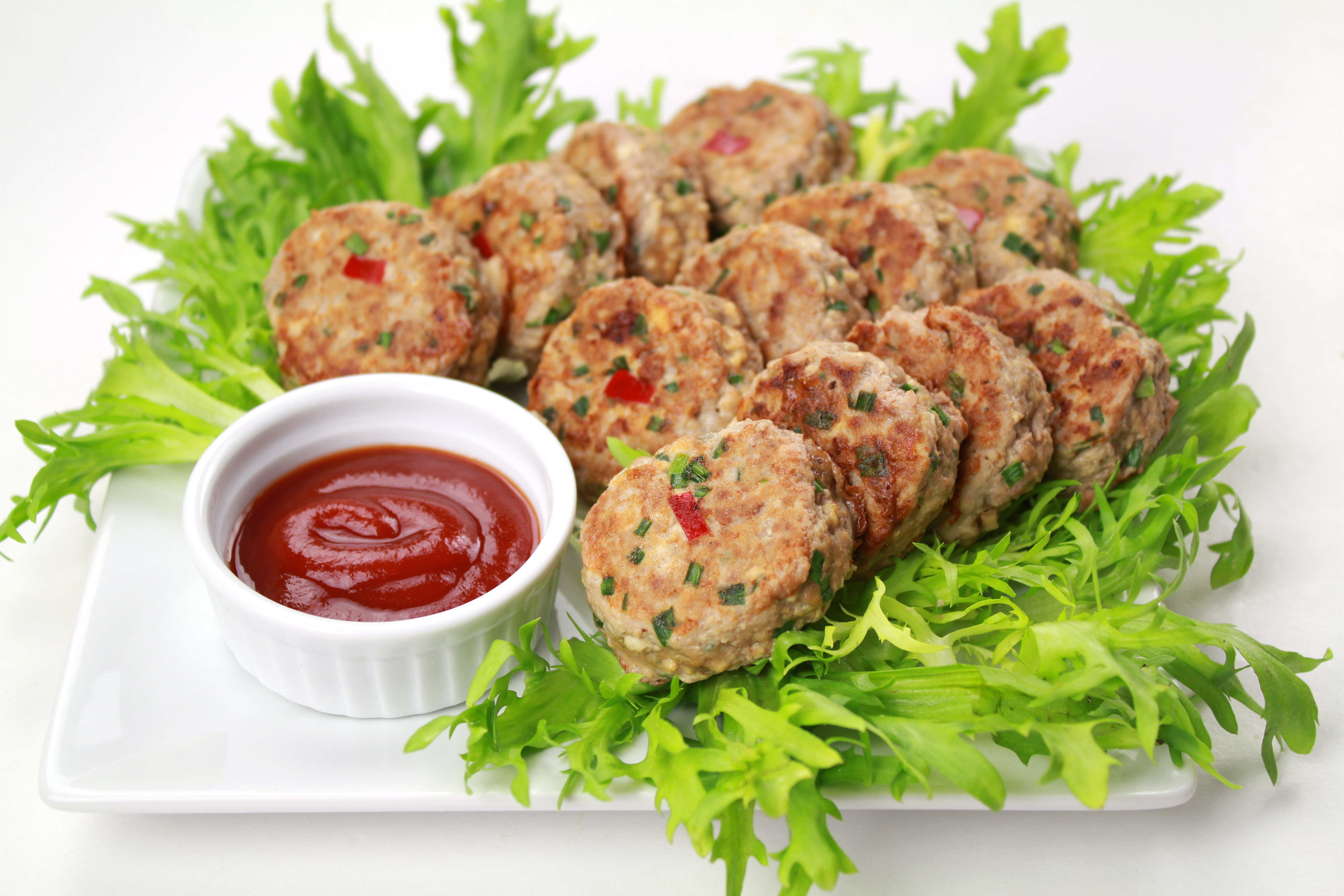
돈저냐

돈저냐 또는 동그랑땡, 완자전은 한국의 전 요리이다. 보통 돼지고기나 쇠고기, 생선을 간 뒤 여러 재료와 혼합해서 만든다. 

## 재료
돼지고기, 쇠고기 등의 육류를 비롯해서 광어, 대구 등 흰살 생선을 기본 재료로 하며 굴, 바지락 등의 조개류 및 애호박, 파, 두부 등의 채소류를 다져 넣는다. 보통 달걀에 부쳐 먹는다.

## 식사
보통 반찬, 안주 등으로 먹으며 냉동식품으로도 이용한다.

## 같이 보기
- 샤미 케밥